# Blogshop
Blogshop由blog和shop二词組成，意思分別為部落格和商店，Blogshop即為以部落格平台建立的網路商店或網站。其搭站工具為內容管理系統（如：WordPress、Drupal、Joomla!、Blogger），需要安裝於伺服器主機、付費主機代管服務或付費虛擬網路空間，當中只有Google旗下的Blogger為免費的部落格平台。
开设博客店所需的资金通常为零或低成本，因为商家可以使用免费的博客平台开设店铺。一些博客商店对其所有者而言非常成功。
博客商店中出售的商品范围广泛，从衣服和配饰等大众商品，到增高鞋垫和手工制品等不太常见的商品。

## 平台类型
如今有许多可用于博客商店的博客平台。常用的基本平台包括LiveJournal、Blogger和WordPress。一些博客商店转向内容管理系统网站以提高其网站的工作效率。这些新的博客商店由Drupal、Joomla或定制系统提供支持。

## 骗局
围绕博客商店的争议涉及不交付商品。2010年，新加坡的一些博客店老板据称遭到房东的欺骗。